# ريال مدريد كاستيا
ريال مدريد كاستيا فريق كرة قدم إسباني يلعب في دوري الدرجة الثالثة الإسباني ب، وهو يعد الفريق الرديف لنادي ريال مدريد. ويلعب الفريق مبارياته على أرضية ملعب ألفريدو دي ستيفانو.
خلافا لنظام الدوري الإنكليزي لكرة القدم فإن فرق الرديف في إسبانيا تلعب في نظام الدوري ذاته الذي تلعب به فرقها الأساسية وليس لديها دوري منفصل خاص بها. ومع ذلك، فإن فرق الرديف لا يمكنها أن تلعب في نفس الدرجة التي يلعب بها فريقها الأساسي. لذلك، فإن ريال مدريد كاستيا لا يستطيع اللعب في دوري الدرجة الأولى الإسباني الذي يلعب به الفريق الأول لريال مدريد. كما أن فرق الرديف لا يمكنها الترشح لبطولة كأس ملك إسبانيا. في الماضي كان فريقا الرديف لناديي ريال مدريد وبرشلونة غير واضحي المعالم بكونهما فرقاً رديفة أم فرقاً ذات كيان منفصل. بالإضافة إلى ذلك، فإن اللاعبين المحترفين بأعمار تحت ال23 عاماً أو ال25 عاماً هم من يحق لهم اللعب لكلا الفريقين والتنقل بينهما.

## تاريخ النادي

### أ.د. بلس ألترا
في عام 1948، قام نادي «أغروباسيون ديبورتيفو بلس ألترا» أحد فرق الهواة المحلية في دوري الدرجة الثالثة الإسباني بقبول كونه النادي المغذي (نظام الناشئين) لنادي ريال مدريد أحد أبرز فرق الدرجة الأولى. في الأصل، تأسس نادي «أ.د. بلس ألترا» في عام 1930، وقد أخذ اسمه من الشعار الوطني لإسبانيا «بلس ألترا». كان ريال مدريد يقوم بالدعم المادي للنادي وفي المقابل كان بلس ألترا ينشّئ اللاعبين ويرسل المميزين للريال. وفي عام 1949 صعد نادي بلس ألترا لدوري الدرجة الثانية الإسباني، كما أصبح في عام 1952 الفريق الرديف الرسمي لريال مدريد. وفي 1959، وصل بلس ألترا لربع نهائي كأس ملك إسبانيا، ولكنه خسر من فريق غرناطة بمجموع 7-2 في نتجية مباراتي الذهاب والإياب.
خلال فترة الخمسينيات والستينيات من القرن العشرين، قضى العديد من لاعبي المنتخب الإسباني ونادي ريال مدريد فترة شبابهم في نادي بلس ألترا كأمثال خوسيه ماريا زاراغا، إنريكي ماتيوس، رامون مارسال، بيدرو كاسادو، خوان مانويل فيا، خوسيه فيدال، فيرناندو سيرينا ورامون غروسو. كذلك أمضى مدرب المنتخب الإسباني السابق لويس أراغونيس فترة وجيزة في النادي حيث قاده المدرب ميغيل مونيوز في بداية فترته التدريبة للنادي. وفي عام 1972 تم تغيير اسم النادي بسبب زوال شركة التأمين التي كانت تحمل الاسم «بلس ألترا» فاستبدل بنادي كاستيا لكرة القدم الذي لعب محله في دوري الدرجة الثالثة والذي أصبح الفريق الرديف الجديد لريال مدريد في 21 يوليو من العام ذاته.

### نادي كاستيا لكرة القدم
عاش نادي كاستيا الحقبة للذهبية بالفريق الذي ضم أغوستين رودريغيز سانتياغو، ريكاردو غاليغو وفرانسيسكو بينيدا. فوصل نادي كاستيا لنهائي كأس ملك إسبانيا لموسم 1979/1980، حيث أقصى في طريقه أربع أندية من دوري الدرجة الأولى وهم إيركوليس، أتلتيك بيلباو، ريال سوسيداد وسبورتنغ خيخون والغريب أن كلاً من الفريقين الثاني والثالث أنهيا الموسم بالمركز الثاني والثالث في دوري الدرجة الأولى الإسباني. وفي النهائي واجه نادي كاستيا نادي ريال مدريد ولكنه خسر بنتيجة 6-1، ولأن ريال مدريد فاز في ذلك الموسم ببطولة الدوري الإسباني فإن نادي كاستيا تأهل لبطولة كأس الاتحاد الأوروبي للأندية أبطال الكؤوس في الموسم الذي تلاه، حيث انتصر في مباراة الذهاب الافتتاحية على نادي وست هام يونايتد بنتيجة 3-1، ولكنه خسر الإياب بنتيجة 5-1 بعد اللجوء إلى الوقت الإضافي وبذلك خرج من الدور الأول للبطولة. كذلك فقد وصل نادي كاستيا إلى الدور ربع النهائي من كأس ملك إسبانيا في مواسم 1984، 1986 و1988.
بياتيسابيبا
في عام 1984، فاز نادي كاستيا ببطولة دوري الدرجة الثانية الإسباني تحت قيادة المدرب أمانسيو أمارو والذي كان له فضل في ظهور العديد من نجوم ريال مدريد مثل إيميليو بوتراغينيو، مانولو سانشيز، مارتن فازكويز، ميتشيل وميغيل بارديزا. لكن ورغم حصول النادي على لقب دوري الدرجة الثانية إلا أنه لم يصعد إلى دوري الدرجة الأولى لأن نادي ريال مدريد كان يلعب به. وفي موسم 1987/1988 أنهى نادي كاستيا موسمه في المركز الثالث في دوري الدرجة الثاني ولكن لم يسمح له بالصعود مرة أخرى للسبب نفسه.

### ريال مدريد ب
في عام 1991 منع الاتحاد الإسباني لكرة القدم استخدام أسامٍ مختلفة لأندية الرديف، فأصبح «نادي كاستيا لكرة القدم» يعرب باسم «ريال مدريد الرياضي» وبعد ذلك أصبح «ريال مدريد ب». وفي أوائل التسعينييات، بدأ لاعبان سابقان في نادي كاستيا لكرة القدم وهما فسينتي ديل بوسكي ورافاييل بينيتز مشوار التدريب في النادي. في عام 1997 هبط الفريق إلى دوري الدرجة الثانية ب، ولكن وعلى الرغم من ذلك فإن الفريق واصل تخريج العديد من اللاعبين الكبار من أمثال راؤول غونزاليس، راؤول برافو، غوتي وإيكر كاسياس، والذين أصبحوا في وقت لاحق أعمدة أساسية في فريق ريال مدريد الأول. بالإضافة إلى ذلك فهناك لاعبون سابقون في «ريال مدريد ب» كإسماعيل أورزايز، سانتياغو كانيزاريس، ميستا ولويس غارسيا فيرنانديز الذين حققوا نجاحاً في أندية أخرى من دوري الدرجة الأولى.

### ريال مدريد كاستيا
في موسم 2004/2005، قاد المدرب خوان رامون لوبيز كارو الفريق مرة أخرى للعودة إلى دوري الدرجة الثانية وأعاد الفريق اسم «إل كاستيا» من جديد ليعرف باسم «ريال مدريد كاستيا». وفي عام 2006 سمي الملعب الجديد المجهز للنادي في المدينة الرياضية «سيوداد ريال مدريد» باسم «ملعب ألفريدو دي ستيفانو» وأصبح فرانثيسكو مورينو كارينيانا أول مسؤول مستقل عنه لمدة 16 عاماً.
استمر الفريق في تأسيس لاعبين أمثال روبيرتو سولدادو وألفارو أربيلوا.
في موسم 2006/2007، هبط الفريق مرة أخرى لدوري الدرجة الثانية الإسباني ب تحت قيادة ميتشيل لاحتلاله المرتبة 19 في ترتيب الدوري بعد موسم مخيب للآمال. فتلقى ميتشيل الكثير من الانتقادات، وتقبل كل اللوم والمساءلة عن ضعف أداء الفريق وخاصة عن بعد اللاعبين الذين قدموا أداءً رائعاً في موسم 2005/2006 مثل دي لا ريد، غرانيرو وخافي غارسيا. الرديف أيضاً أنتج لاعبين آخرين ذوي مستوى عالٍ كخوان ماتا وألفارو نيغريدو.

## تشكيلة الفريق
آخر تحديث 23 أغسطس 2024.
ملاحظة: تشير الأعلام إلى المنتخب بحسب قواعد الأهلية المعتمدة من قبل الفيفا؛ تنطبق بعض الاستثناءات المحدودة. وقد يحمل اللاعبون أكثر من جنسية لا تعترف بها الفيفا.
| الرقم | البلد               | المركز | اللاعب         |
| ----- | ------------------- | ------ | -------------- |
| 13    | إسبانيا             | حارس   | دييغو بينيرو   |
| 15    | جمهورية الدومينيكان | مدافع  | إدغار بويول    |
| 17    | إسبانيا             | مهاجم  | غونزالو غارسيا |
| 20    | إسبانيا             | وسط    | مانويل أنخيل   |
| 21    | بورتوريكو           | وسط    | جيريمي دي ليون |
| 22    | إسبانيا             | وسط    | سيزار بالاسيوس |
| 24    | إسبانيا             | حارس   | ماريو دي لويس  |
| —     | إسبانيا             | حارس   | فران غونزاليس  |
| —     | إسبانيا             | حارس   | غييرمو سونيكو  |
|       | إسبانيا             | مدافع  | خاكوبو رامون   |

| الرقم | البلد   | المركز | اللاعب        |
| ----- | ------- | ------ | ------------- |
|       | إسبانيا | مدافع  | ديفيد رويز    |
|       | إسبانيا | مدافع  | ديفيد خيمينيز |
|       | إسبانيا | مدافع  | كيكي ريباس    |
|       | إسبانيا | مدافع  | ديفيد كوينكا  |
|       | إسبانيا | وسط    | أنطونيو ديفيد |
|       | إسبانيا | وسط    | بورخا ألونسو  |
|       | إسبانيا | وسط    | أندريس كامبوس |
|       | إسبانيا | مهاجم  | لورين زونيغا  |

### اللاعبون المُعارون
ملاحظة: تشير الأعلام إلى المنتخب بحسب قواعد الأهلية المعتمدة من قبل الفيفا؛ تنطبق بعض الاستثناءات المحدودة. وقد يحمل اللاعبون أكثر من جنسية لا تعترف بها الفيفا.
| الرقم | البلد   | المركز | اللاعب                                         |
| ----- | ------- | ------ | ---------------------------------------------- |
|       | إسبانيا | مدافع  | ماريو كاميرو (مع نادي تارازونا حتى يونيو 2025) |
|       | اليابان | وسط    | بيبي ناكاي (مع نادي أموريبايتا حتى يونيو 2025) |

| الرقم | البلد   | المركز | اللاعب                                         |
| ----- | ------- | ------ | ---------------------------------------------- |
|       | إسبانيا | مهاجم  | ألفارو ليفا (مع نادي الخيسيراس حتى يونيو 2025) |
|       | إسبانيا | مهاجم  | نويل لوبيز (مع أوساسونا ب حتى يونيو 2025)      |

## الطاقم الفني الحالي
| المنصب             | الطاقم                       |
| ------------------ | ---------------------------- |
| المدرب             | راؤول غونزاليس               |
| مساعد مدرب         | ألبرتو جاريدو ماركوس خيمينيز |
| مدرب الحراس        | ماريو سوريا                  |
| مدرب اللياقة       | آلان سولا                    |
| كبير المحللين      | كارلوس هيريرا                |
| مدرب إعادة التأهيل | فيكتور باريديس               |

- آخر تحديث: 1 سبتمبر 2020
- المصدر:[3]

## موسم بموسم
| الموسم  | الدرجة | الترتيب | كأس الملك    |
| 1946/47 | 3ª     | 5       | —            |
| 1947/48 | 3ª     | 5       | الدور الأول  |
| 1948/49 | 3ª     | 1       | الدور الثاني |
| 1949/50 | 2ª     | 3       | الدور الثالث |
| 1950/51 | 2ª     | 7       | لم يتأهل     |
| 1951/52 | 2ª     | 12      | لم يتأهل     |
| 1952/53 | 2ª     | 15      | الدور الأول  |
| 1953/54 | 3ª     | 3       | —            |
| 1954/55 | 3ª     | 1       | —            |
| 1955/56 | 2ª     | 15      | —            |
| 1956/57 | 3ª     | 1       | —            |
| 1957/58 | 2ª     | 7       | —            |
| 1958/59 | 2ª     | 10      | تأهل         |
| 1959/60 | 2ª     | 4       | الدور الثاني |
| 1960/61 | 2ª     | 7       | الدور الأول  |
| 1961/62 | 2ª     | 7       | الدور الأول  |
| 1962/63 | 2ª     | 16      | الدور الأول  |
| ------- | ------ | ------- | ------------ |

| الموسم  | الدرجة | الترتيب | كأس الملك    |
| 1963/64 | 3ª     | 1       | —            |
| 1964/65 | 3ª     | 3       | —            |
| 1965/66 | 3ª     | 1       | —            |
| 1966/67 | 3ª     | 2       | —            |
| 1967/68 | 3ª     | 1       | —            |
| 1968/69 | 3ª     | 3       | —            |
| 1969/70 | 3ª     | 3       | الدور الثاني |
| 1970/71 | 3ª     | 11      | الدور الأول  |
| 1971/72 | 3ª     | 10      | الدور الثاني |
| 1972/73 | 3ª     | 4       | الدور الأول  |
| 1973/74 | 3ª     | 4       | الدور الثالث |
| 1974/75 | 3ª     | 4       | الدور الثالث |
| 1975/76 | 3ª     | 3       | الدور الأول  |
| 1976/77 | 3ª     | 4       | الدور الثاني |
| 1977/78 | 2ªB    | 2       | الدور الثاني |
| 1978/79 | 2ª     | 7       | الدور الثالث |
| 1979/80 | 2ª     | 7       | الوصيف       |
| ------- | ------ | ------- | ------------ |

| الموسم  | الدرجة | الترتيب    | كأس الملك    |
| 1980/81 | 2ª     | الحادي عشر | الدور الرابع |
| 1981/82 | 2ª     | الثامن     | الدور الثالث |
| 1982/83 | 2ª     | السادس     | الدور الثاني |
| 1983/84 | 2ª     | الأول      | تأهل         |
| 1984/85 | 2ª     | الخامس     | الدور الثاني |
| 1985/86 | 2ª     | الثاني عشر | تأهل         |
| 1986/87 | 2ª     | الخامس     | الدور الأول  |
| 1987/88 | 2ª     | الثالث     | تأهل         |
| 1988/89 | 2ª     | الخامس عشر | الدور الثاني |
| 1989/90 | 2ª     | الثامن عشر | الدور الأول  |
| 1990/91 | 2ªB    | الأول      | —            |
| 1991/92 | 2ª     | السادس عشر | —            |
| 1992/93 | 2ª     | السادس     | —            |
| 1993/94 | 2ª     | السادس     | —            |
| 1994/95 | 2ª     | الثامن     | —            |
| 1995/96 | 2ª     | الرابع     | —            |
| ------- | ------ | ---------- | ------------ |

| الموسم                                    | الدرجة                            | الترتيب    | كأس الملك |
| 1996/97                                   | 2ª                                | الثامن عشر | —         |
| 1997/98                                   | 2ªB                               | الثاني     | —         |
| 1998/99                                   | 2ªB                               | الثالث     | —         |
| [1999/00                                  | 2ªB                               | الخامس     | —         |
| 2000/01                                   | 2ªB                               | السابع     | —         |
| 2001/02                                   | 2ªB                               | الأول      | —         |
| 2002/03                                   | 2ªB                               | السادس     | —         |
| 2003/04                                   | 2ªB                               | الثاني     | —         |
| 2004/05                                   | 2ªB                               | الأول      | —         |
| 2005/06                                   | 2ª                                | الحادي عشر | —         |
| 2006/07                                   | 2ª                                | التاسع عشر | —         |
| 2007/08                                   | 2ªB                               | الخامس عشر | —         |
| 2008/09                                   | 2ªB                               | السادس عشر | —         |
| 2009/10                                   | 2ªB                               | الثامن عشر | —         |
| الدوري الإسباني الدرجة الثانية بي 2010–11 | الدوري الإسباني الدرجة الثانية بي | الثالث     | —         |
| الدوري الإسباني الدرجة الثانية بي 2011–12 | الدوري الإسباني الدرجة الثانية بي | الأول      | —         |
| ----------------------------------------- | --------------------------------- | ---------- | --------- |

| الموسم  | الدرجة                            | الترتيب | كأس الملك |
| 2012/13 | 2ª                                | الثامن  | —         |
| 2013/14 | 2ª                                | العشرون | —         |
| 2014–15 | الدوري الإسباني الدرجة الثانية بي |         | —         |
| ------- | --------------------------------- | ------- | --------- |

- 33 موسم في دوري الدرجة الثانية
- 16 موسم في دوري الدرجة الثانية ب
- 20 موسم في دوري الدرجة الثالثة

## الإنجازات
- الدوري الإسباني الدرجة الثانية

البطل (1): 1983–84.
- كأس ملك إسبانيا

الوصيف: 1979–80.
- الدوري الإسباني الدرجة الثانية ب

البطل (4): 1990–91، 2001–02، 2004–05، 2011–12.
- الدوري الإسباني الدرجة الثالثة

البطل (6): 1948–49، 1954–55، 1956–57، 1963–64، 1965–66، 1967–68.

## مدربو الفريق
| - خوسيه كيرانتي (1949–50) - لويس هون (1960–61) - لويس باسارين (1961–62) - خوان سانتيستيبان (1977–79) - خوانخو (1979–81) - خوان سانتيستيبان (1981–82) - أمانسيو أمارو (1982–84) - خوان سانتيستيبان (1984–87) - فيسنتي ديل بوسكي (1987–90) - غارسيا ريمون (1990–93) - رافاييل بينيتيز (1993–95) - سيرجيو إيجيا (1995–97) - ميغيل أنخيل البرتغال (1997–99) - غارسيا هيرنانديز (1999–00) | - فرانسيسكو بويو (2000–01) - خوان رامون لوبيز كارو (2001–05) - ميغيل أنخيل البرتغال (2005–06) - ميتشيل (2006–07) - خوان كارلوس مانديا (2007–08) - جولين لوبيتيغي (2008–09) - أليخاندرو مينينديث (2009–11) - ألبيرتو توريل (2011–13) - مانويل دياز (2013–14) - زين الدين زيدان (2014–16) - لويس ميغيل راميس (2016) - سانتياغو سولاري (2016–18) - مانويل دياز (2018–19) - راؤول (2019–) |

## الملعب

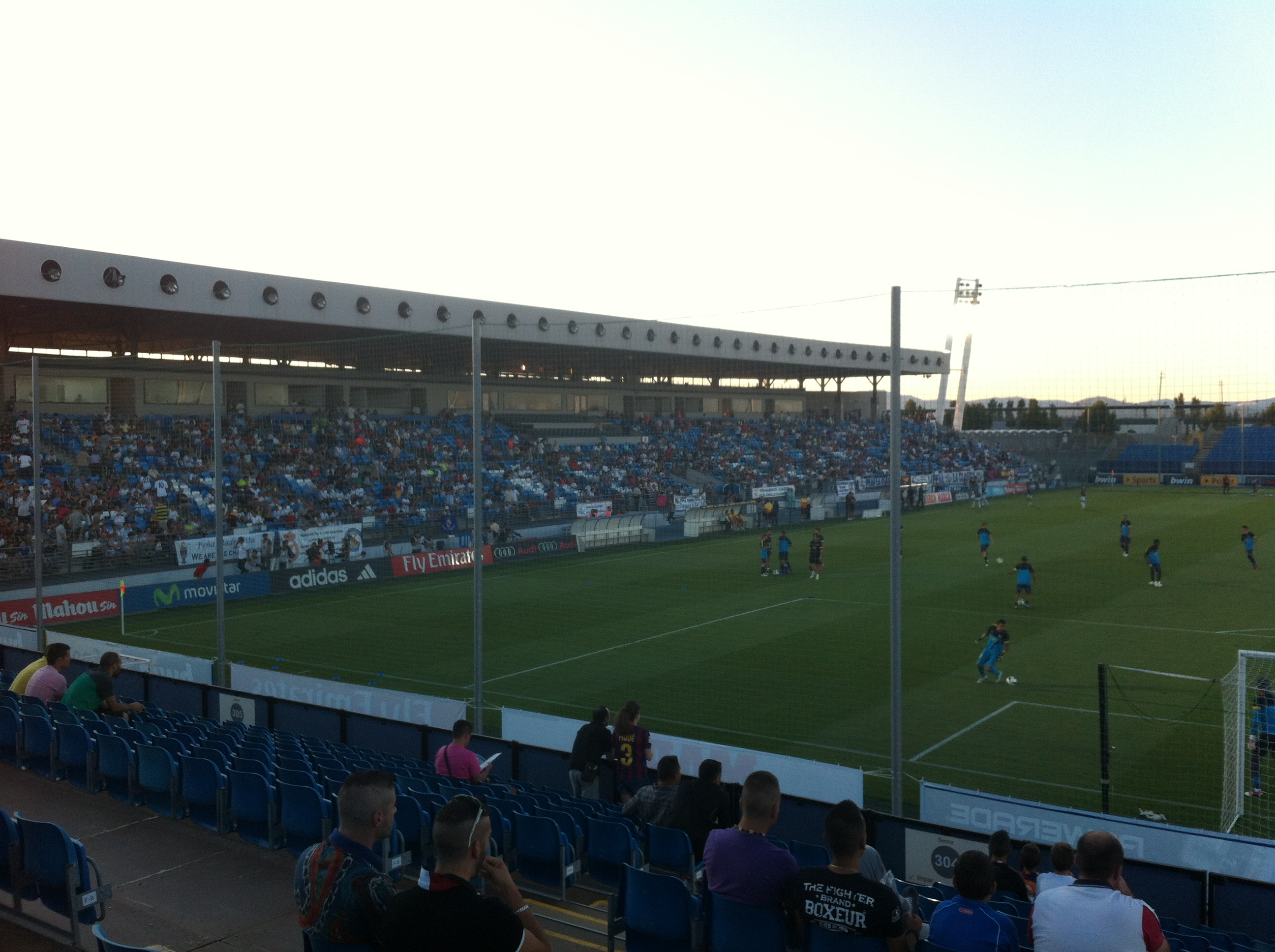
ملعب ألفريدو دي ستيفانو.

في 9 مايو 2006، اُفتتح ملعب ألفريدو دي ستيفانو في مدينة ريال مدريد حيثُ يتدرب نادي ريال مدريد عادةً. أُقيمت المباراة الافتتاحية بين ريال مدريد وستاد ريمس، فاز ريال مدريد بالمباراة بنتيجة 6-1 بأهداف من سيرخيو راموس، أنطونيو كاسانو (هدفين)، روبيرتو سولدادو (هدفين)، وخوسيه مانويل خورادو.
يُعتبر هذا الملعب جزءًا من مدينة ريال مدريد الرياضية، وهي مرافق التدريب الجديدة للنادي الواقعة خارج مدريد في فالديبيباس بالقرب من مطار مدريد باراخاس الدولي.
تبلغ سعة المدرج الرئيسي في الجهة الغربية 4,000 مقعد، مع وجود 2,000 مقعد إضافي في المدرج الشرقي، مما يمنح الملعب إجمالي سعة تصل إلى 6,000 مقعد. ومن المخطط زيادة السعة الإجمالية إلى 25,000 مقعد عند الانتهاء من التوسعة.

## لاعبون سابقون
ملاحظة: تتضمن هذه القائمة اللاعبين الذين شاركوا في 100 مباراة على الأقل و/أو الذين شاركوا مع المُنتخب دوليًا.
- أنتوني ليما
- إستيبان كامبياسو
- خوان اسنايدر
- رولاند زاريت
- فيليب لينهارت
- كاسيميرو
- سيزار براتس
- فابينيو تافاريس
- بابلو فيليبي تيكسيرا
- فيليبي لويس
- بيدرو ايارلي
- ويليان جوزيه
- فينيسيوس جونيور
- رودريغو غوس
- فالميرو لوبيس روتشا
- لين ليانجمينج
- فليمينغ بوفلسن
- ماريانو دياز
- خافيير بالبوا
- روبين بيليما
- تشوب
- خوان إبيتيي ديووي
- عمر ماسكاريل
- إيرو ماركانين
- دانييل أوباري
- آدم سالاي
- أندري غودجونسن
- أشرف حكيمي
- موتيو أديبوجو
- أولاديميجي لاوال
- كريستوفر أوهين
- مارتين أوديغارد
- سيرخيو دياز
- كريستيان بينافينتي
- بيدرو مينديز
- دينيس تشيريشيف
- أنتونيو آدان
- ألبرت أغيلا
- أغوستين رودريغيز سانتياغو
- أدولفو ألدانا
- ماركوس ألونسو ميندوزا
- ميكيل أنتيا
- سانتياغو أراغون
- كارلوس أراندا
- ألفارو أربيلوا
- سيرجيو أريباس
- كارلوس دوتور
- ديفيد بارال
- أنطونيو بلانكو
- ألبيرتو بوينو
- بورغي
- إيميليو بوتراغينيو
- خوسيه كاييخون
- خوسيه أنتونيو كاماتشو
- خوسيه لويس كامينيرو
- سانتياغو كانيزاريس
- داني كارفاخال
- كيكو كاسيا
- إيكر كاسياس
- خافيير كاستانيدا
- تشيندو
- بيدرو كنتريراس
- كورونا
- إنريكي كوراليس
- إيسيدرو دياز غونزاليس
- هوغو دورو
- كيكو فيمينيا
- أليكس فرنانديز
- فيرناندو فيرنانديز
- بورخا فيرنانديز
- فرناندو سانشيز
- خورخي دي فروتوس
- ريكاردو غاليغو
- بورخا غارسيا
- دانييل غارسيا لارا
- فران غارسيا
- خافي غارسيا
- خوسيه غارسيا
- لويس غارسيا فيرنانديز
- رافاييل غارسيا
- خوسيه أوريليو غاي
- جيراردو غارسيا
- سيزار غوميز
- أدريان غونزاليز موراليس
- إستيبان غرانيرو
- خافي غيريرو
- غوتي
- ميغيل غوتيريز
- ماريو هيرموسو
- لويس هرنانديز
- إيسيدرو دياز غونزاليس
- خيسي رودريغيز
- خوسيلو
- خوان فرانسيسكو مورينو فويرتس
- خوانفران
- خوان كارلوس بيريز لوبيز
- خوانمي هيريديرو
- خوسيه مانويل خورادو
- دييغو يورينتي
- خوليو يورينتي
- ماركوس يورينتي
- جولين لوبيتيغي
- دييغو لوبيز
- سيباستيان لوسادا
- إنريكي مجدلينو
- خوان ماكيدا
- ألبيرتو ماركوس
- أنخيل مارتين غونزاليس
- رافائيل مارتن فازكويز
- خوان ماتا
- بورخا مايورال
- غونزالو ميليرو
- ميتشيل
- ميستا
- فرناندو موران
- ألفارو موراتا
- رودريغو مورينو
- بيدرو موسكيرا
- ناتشو
- سيزار نافاس
- ألفارو نيغريدو
- خوسيه مانويل أوتشوتورينا
- أنطولين أورتيجا
- فيرناندو باتشيكو
- ميغيل بارديزا
- خافيير باريديس
- داني باريخو
- فرانسيسكو بافون
- أوسكار بلانو
- أنخيل بيريز
- ألفونسو بيريز
- فرانسيسكو بينيدا
- خافيير بورتيو
- كويني
- لويس ميغيل راميس
- راؤول غونزاليس
- روبن دي لاريد
- سيرخيو ريغيلون
- فرانسيسكو ريكو
- ريكي
- ألبيرتو ريفيرا
- أنخيل رودريغيز
- أوسكار رودريغيز
- روبين غونزاليز روتشا
- أندريس سابيدو
- خوسيه أنطونيو سالغيرو
- خايمي سانشيز
- سيرخيو سانتشيز أورتيغا
- فيكتور سانشيز
- مانويل سانشيز هونتيويلو
- ساندرو
- إيزيدورو سان خوسيه
- خوسيه لويس سانتاماريا
- فيرناندو سانز
- بابلو سارابيا
- روبين سوبرينو
- خيسوس سولانا
- روبيرتو سولدادو
- راؤول دي توماس
- خافيير توريس غوميز
- ميغيل توريس
- فيكتور توريس ميستر
- لوكاس تورو
- روبرتو تراشوراس
- إسماعيل أورزايز
- فيسنتي فالكارسي
- بورخا فاليرو
- لوكاس فاسكيز
- خيسوس إنريكي فيلاسكو
- فيكتور
- لياندرو كابريرا
- فيديريكو فالفيردي
- جييرمو فاريلا
- خوليو ألفاريز
- جوناي هيرنانديز

## أقرأ أيضًا
- لا فابريكا
- ريال مدريد ج
- ريال مدريد للشباب